# برايان غايل
برايان غايل (بالإنجليزية: Brian Gayle)‏ هو لاعب كرة قدم بريطاني، ولد في 6 مارس 1965 في كينغستون ‏ في المملكة المتحدة. لعب مع شروزبري تاون ومانشستر سيتي ونادي بريستول روفيرز ونادي ويمبلدون.

## وصلات خارجية
- برايان غايل على موقع قاعدة بيانات كرة القدم.إي يو (الإنجليزية)
- برايان غايل على موقع Soccerbase.com (لاعب) (الإنجليزية)
- برايان غايل على موقع عالم كرة القدم.نت (الإنجليزية)